# كأس الاتحاد الإنجليزي 1936–37
كأس الاتحاد الإنجليزي 1936–37 (بالإنجليزية: 1936–37 FA Cup)‏ هو الموسم 62 من  كأس الاتحاد الإنجليزي. أقيم خلال الفترة 5 سبتمبر 1936 وحتى 1 مايو 1937، والذي يشرف على تنظيمه الاتحاد الإنجليزي لكرة القدم، وفاز فيه نادي سندرلاند.